# José da Conceição
José Telles da Conceição (Rio de Janeiro, 23 de maio de 1931 — Rio de Janeiro, 18 de outubro de 1974) foi um atleta brasileiro que competiu principalmente em provas de salto em altura, mas também em provas de velocidade, especialmente os 200m. Era nativo do bairro carioca de Olaria, e queria ser engenheiro, mas virou atleta após vencer todas as provas em uma competição, com exceção - curiosamente - do salto em altura.
Aos 15 anos, começou a treinar no Vasco da Gama. Depois, foi para o Flamengo, onde ganhou o apelido de homem-equipe pela diversidade de provas em que competia.
Representou o Brasil nas Olimpíadas de 1952 em Helsinque, no salto triplo e no salto em altura, conseguindo a medalha de bronze neste último, saltando 1,98m na primeira tentativa. No atletismo, foi o primeiro brasileiro a conquistar medalha nos jogos olímpicos.
Em 1954, em São Paulo, atingiu a marca dos 2m no salto em altura, recorde somente superado 19 anos depois. No mesmo ano, recebeu o Troféu Helms como melhor atleta da América do Sul.
Ele também competiu nas Olimpíadas de 1956, no mesmo salto em altura, 200 metros rasos e revezamento 4x100 metros; e ainda nas Olimpíadas de 1960, nos 200 metros rasos. Nos Jogos Pan-Americanos da Cidade do México, em 1955, ganhou medalhas de bronze no salto em altura e nos 200m. Uma das duas medalhas não aparecia nos registros do Comitê Olímpico Brasileiro até 2003, quando a Confederação Brasileira de Atletismo a localizou com a viúva do atleta, dona Cely.
Tornou-se o maior detentor de recordes do atletismo brasileiro com 21 recordes em cinco provas diferentes. Após o término da carreira, Telles passou a trabalhar como consultor da antiga Confederação Brasileira de Desportos (CBD). Morreu assassinado a tiros em 1974.